# Łódź z Gokstad

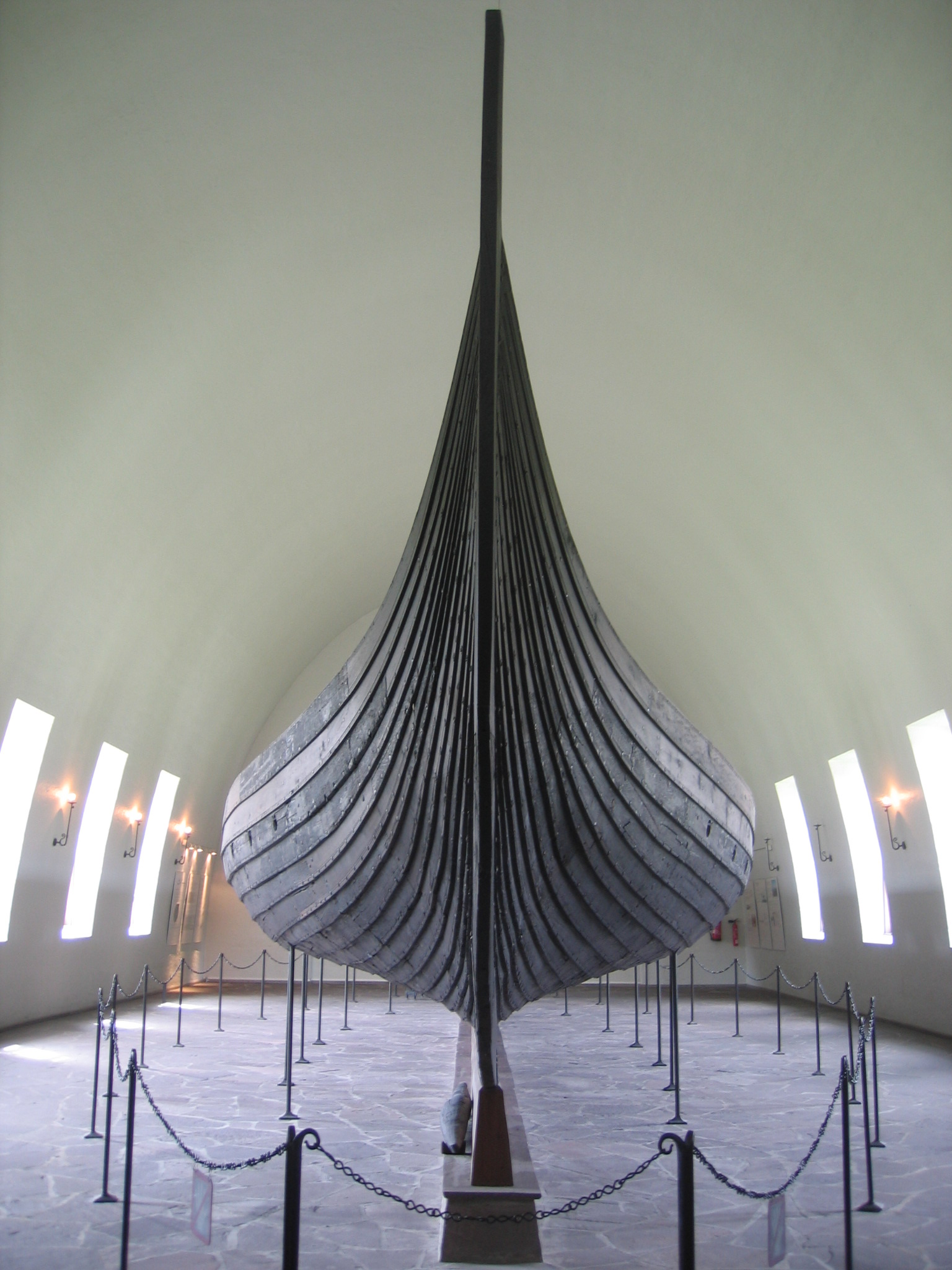
Łódź z Gokstad w Muzeum Łodzi Wikingów w Oslo

Łódź z Gokstad – datowana na 2. połowę IX wieku łódź, znaleziona w 1879 roku przez mieszkańców Gokstad w gminie Sandefjord nad zatoką Oslofjorden w Norwegii podczas przekopywania kurhanu. W łodzi znajdowała się komora grobowa ze szczątkami wodza wikingów. Pochówek obrabowany był wcześniej z cennych przedmiotów, jednakże sama łódź zachowała się w bardzo dobrym stanie. Aktualnie eksponowana jest w Muzeum Łodzi Wikingów w Oslo. Jest przykładem sneki, najmniejszego z wikińskich okrętów wojennych.
Łódź przeznaczona była do żeglugi dalekomorskiej. Ma 23,1 m długości i mogła się zanurzać na głębokość 90 cm. Wykonana z drewna dębowego, posiada poszycie zakładkowe. Zbudowano ją bez użycia gwoździ, spojenia wykonano przy użyciu smrekowych korzeni, zaś szczeliny wypełniono kłębami zwierzęcej sierści i wełny. Z każdej strony statku znajdowało się 16 otworów na wiosła oraz drewniana poręcz na której zawieszono 32 tarcze. Zachowały się także maszt, reja oraz liny. Pochowany mężczyzna był w sile wieku i był dobrze zbudowany. Przy szczątkach znaleziono m.in.:
- sanie drewniane
- grę planszową z dębiny
- fragmenty tkanin przetykanych złotą nicią
- kości 12 koni, 8 psów, 2 jastrzębi oraz 2 pawi[2]
- trzy małe łódki klepkowe[1]

Wierna replika łodzi, nazwana „Viking”, przepłynęła Atlantyk z okazji Wystawy Światowej w Chicago w 1893 roku. Pilotowana przez Magnusa Andersena jednostka opuściła Norwegię w dniu 30 kwietnia i płynąc pod pełnym żaglem z prędkością 10 węzłów dotarła do brzegów Nowej Fundlandii 27 maja.

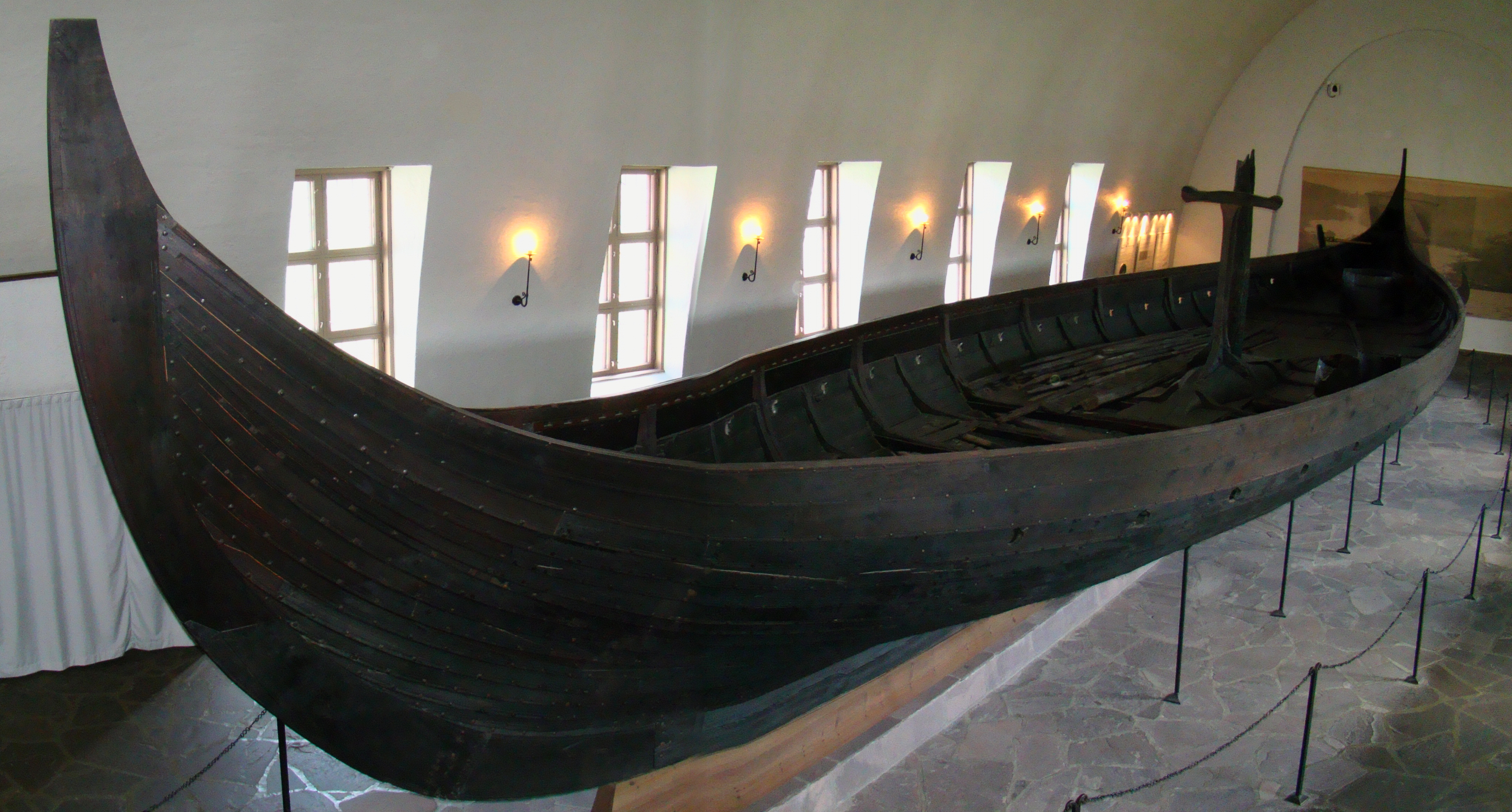
Łódź z Gokstad w Muzeum Łodzi Wikingów w Oslo
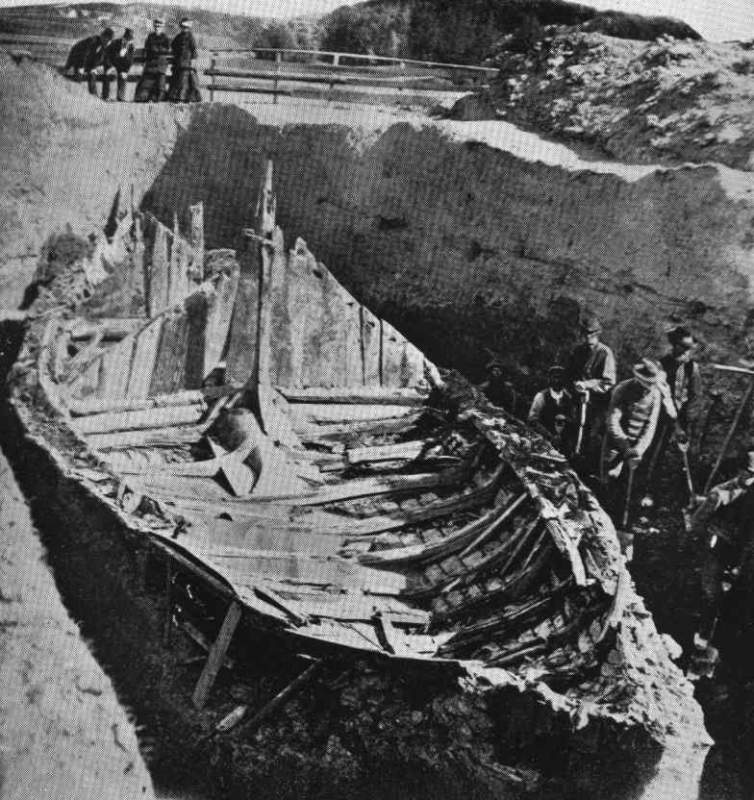
Łódź z Gokstad, fotografia z 1880 r.
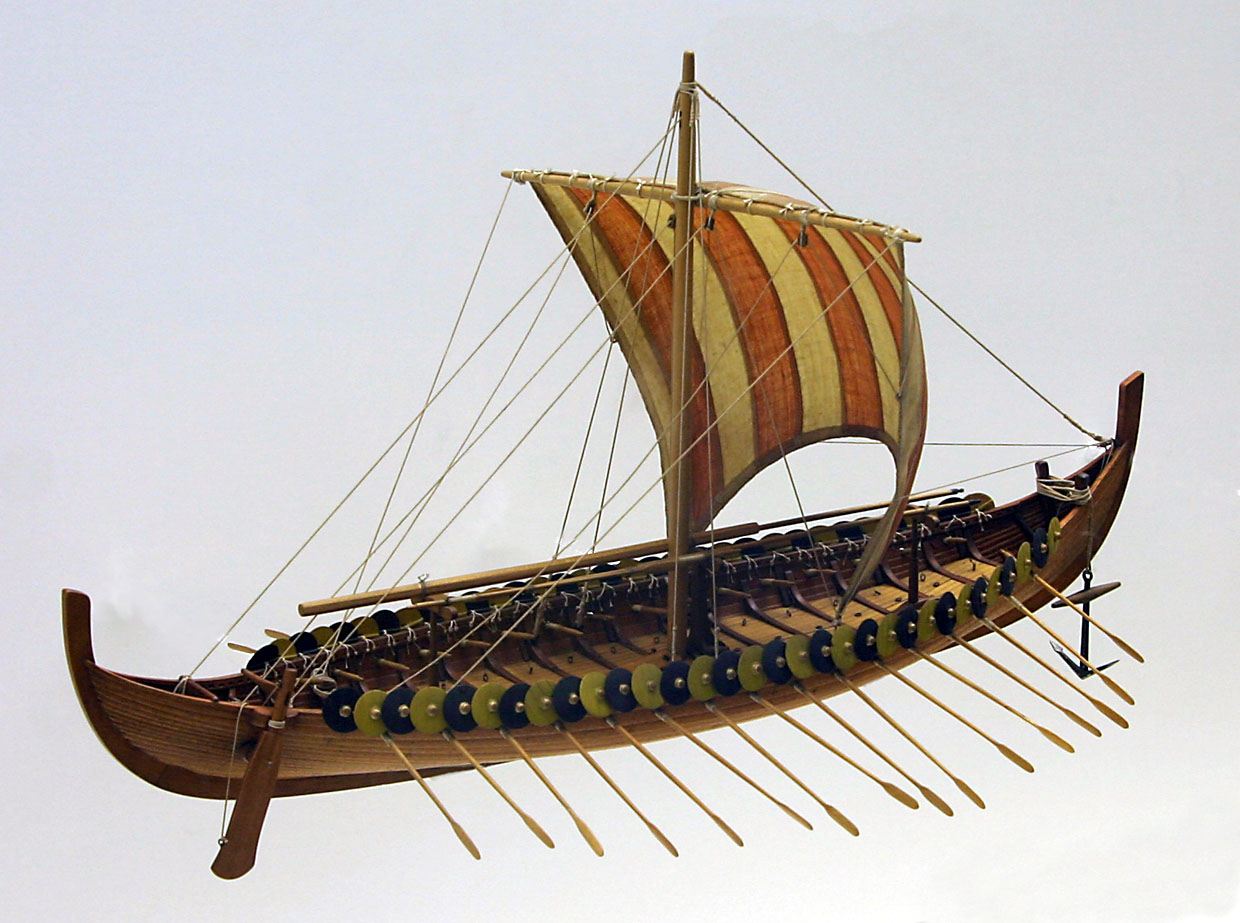
Łódź z Gokstad – rekonstrukcja
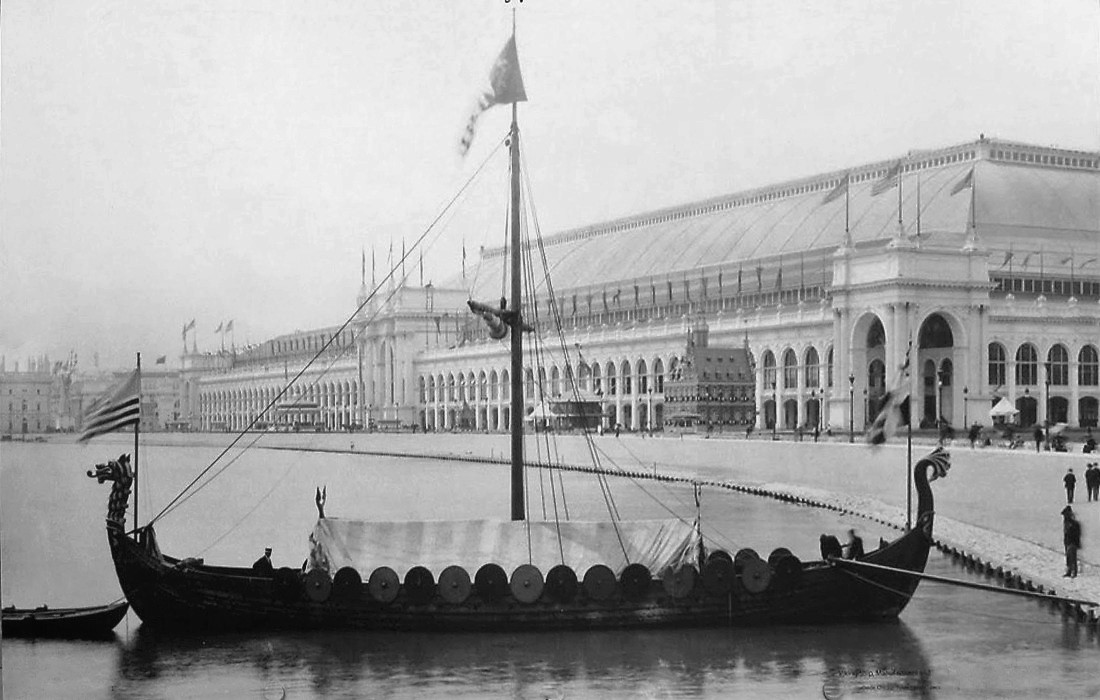
„Viking” na Wystawie Światowej w Chicago, 1893 r.